# US Open de 1968 - Simples masculino
Arthur Ashe venceu Tom Okker por 14-12 5-7 6-3 3-6 6-3 na final para vencer o título da modalidade Simples Masculino no US Open de 1968.